# Liu Ye (Tres Regnes)
En aquest nom xinès, el cognom és Liu.
Liu Ye (mort el 234 EC) va ser un assessor del senyor de la guerra Cao Cao durant la tardana Dinastia Han Oriental, i un polític de l'estat de Cao Wei durant el període dels Tres Regnes de la història xinesa. Ell era un descendent directe de l'Emperador Guangwu, i va ser un destacat membre del clan reial de la Dinastia Han.
La mare de Liu va faltar quan ell tenia set anys però li va dir a Liu de matar quan es fera gran a cert servent perillós i traïdorenc. Liu va matar el servent sis anys més tard. El seu pare estava furiós i el va preguntar per què havia fet això. Liu va dir que només n'havia seguit l'últim desig de la seva mare i que era preparat per rebre el càstig. El seu pare va pensar que era valent i responsable, de manera que el va perdonar.